# ماسايا سوزوكي
ماسايا سوزوكي (باليابانية: 鈴木 将也) (9 مايو 1988 في يوكوسوكا في اليابان – )؛ هو لاعب كرة قدم ياباني سابق كان يلعب كلاعب وسط.

## وصلات خارجية
- ماسايا سوزوكي على موقع رابطة كرة القدم اليابانية للمحترفين (اليابانية)
- ماسايا سوزوكي على موقع Soccerway.com (الإنجليزية)